# Eclair
Een eclair, in sommige gebieden in Vlaanderen ook wel een 'sjoeke' of 'chouke' genoemd, is een zacht langwerpig gebakje met een zachte vulling en een chocolade- of glazuurlaagje. Als vulling wordt gewoonlijk banketbakkersroom gebruikt en soms slagroom of crema catalana. De room kan op smaak gebracht worden met koffie, kastanjes, fruit of rum. Het omhulsel wordt gemaakt van kookdeeg.
De eclair stamt uit het Frankrijk van de 18e eeuw en heette daar oorspronkelijk 'pain à la duchesse' of 'petite duchesse'. Het gebakje wordt ten onrechte toegeschreven aan de kok Marie-Antoine Carême, wat onmogelijk is, gezien de spuitzak toen nog niet bestond.
Het woord éclair betekent bliksemschicht in het Frans. Het gebakje zou deze naam gekregen hebben omdat het zeer snel, 'bliksemsnel', gegeten kan worden.